# Ophiomastix elegans
Ophiomastix elegans is een slangster uit de familie Ophiocomidae.
De wetenschappelijke naam van de soort werd in 1851 gepubliceerd door Peters.